# Hollósi Antal Gábor
Hollósi Antal Gábor (Újpest, 1946. augusztus) orvos, politikus, a Fidesz tagja, Budapest IV. kerületének korábbi országgyűlési képviselője. A 2014-es országgyűlési választáson indult, és a Budapest 11-es számú egyéni választó kerület jelöltje volt, és alulmaradt Kiss Péter szocialista politikussal szemben. A 2014-es újpesti időközi választáson is indult, itt is alulmaradt Horváth Imre szocialista politikussal szemben.